# Mallplaza NQS
El centro comercial Mallplaza NQS (anteriormente la sede del centro comercial Calima  de Cali en Bogotá) es un centro comercial ubicado sobre la avenida NQS con Avenida Calle 19 en la zona occidental de la localidad de Los Mártires, situada en el centro de Bogotá. Es el cuarto mayor centro comercial de Colombia en tamaño, después de Centro Mayor, Unicentro y Santafé. Abrió sus puertas el 9 de diciembre de 2011.

## Historia
El centro comercial inició operación parcial el 5 de marzo de 2011 con la apertura de Homecenter, una de sus tiendas ancla. Luego, el 25 de junio de 2011 la tienda de Almacenes La 14 abrió sus puertas al público convirtiéndose en la segunda tienda ancla que inició operaciones en este centro comercial y poco después la empresa de cine Cinépolis también abrió su establecimiento en el centro comercial con ocho salas. El 21 de febrero de 2017 abrió sus puertas al público la tienda Éxito, la cual se convirtió en la cuarta tienda ancla del centro comercial.
El proyecto fue realizado por la Firma Sainc con diseño del arquitecto Nagui Sabet. El propietario del proyecto era Inversiones la 14 que cuenta con casi todas sus tiendas ubicadas en la ciudad de Cali; con este centro comercial abrió su mercado en Bogotá donde planeaba realizar más proyectos de este tipo.
En agosto de 2020 la empresa colombiana Colfinanzas, dueña del centro comercial, lo vendió a la empresa chilena Mallplaza en una transacción de 485 000 millones de pesos colombianos. Motivo del cambio de dueños el centro comercial cambió su nombre a Mallplaza NQS.
El 16 de noviembre de 2020 la tienda de Almacenes La 14 cerró, siendo la primera sede de la empresa en dejar de operar.